# CHAMP
El Challenging Minisatellite Payload, más conocido por sus siglas en inglés CHAMP, fue un satélite alemán lanzado el 15 de julio de 2000 desde Plesetsk, Rusia, y se utilizó para la investigación atmosférica e ionosférica, así como para otras aplicaciones geocientíficas, como la ocultación de radio GPS.
CHAMP fue administrado por GeoForschungsZentrum (GFZ) Potsdam.
La nave espacial es la primera aplicación de la plataforma "Flexbus" de Astrium; GRACE fue el segundo. Una versión muy modificada voló como la misión GOCE.
CHAMP completó su misión y volvió a entrar en la atmósfera de la Tierra el 19 de septiembre de 2010 después de 10 años (vida útil: cinco años).
La misión fue considerada exitosa por los científicos involucrados.